# شکستگی استخوان (فیلم)
«شکستگی استخوان» (انگلیسی: Compound Fracture (film)) فیلمی در ژانر ترسناک است که در سال ۲۰۱۳ منتشر شد.